# Tetragnatha riveti
Tetragnatha riveti este o specie de păianjeni din genul Tetragnatha, familia Tetragnathidae, descrisă de Berland, 1913.
Este endemică în Ecuador. Conform Catalogue of Life specia Tetragnatha riveti nu are subspecii cunoscute.